# Гулян Ашот Володимирович
Гулян Ашот Володимирович ((вірм. Աշոտ Ղուլյան) 19 серпня 1965, Хндзрістан) — вірменський політик, Голова Національних Зборів Нагірно-Карабаської Республіки.
У 1990 році закінчив історичний факультет Степанакертского педагогічного інституту за фахом історик-правознавець. З грудня 1992 року працював старшим референтом в комісії з зовнішніх зносин Верховної ради НКР 1-го скликання, а з вересня 1993 року — помічником голови Верховної ради НКР. З січня 1995 очолював відділ діаспори і двосторонніх відносин Міністерства закордонних справ НКР, а з 1998 року — політичне управління. 15 грудня 1998 був призначений заступником міністра закордонних справ НКР.
У червні 2001 року у зв'язку з обранням співголовою суспільно-політичної організації «Союз Демократичний Арцах» залишив систему міністерства закордонних справ НКР.
У жовтні 2002 року призначений міністром закордонних справ НКР.
У грудні 2004 року призначений міністром освіти, культури та спорту НКР.
У січні 2005 року обраний головою Демократичної партії Арцаха.
19 червня 2005 на парламентських виборах був обраний депутатом Національних зборів НКР за виборчим списком Демократичної партії Арцаха.
30 червня 2005 був обраний головою Національних зборів НКР.
Член парламентської фракції «Демократія».
10 червня 2010 обраний головою Національних зборів НКР.
Має дипломатичний ранг Надзвичайного і Повноважного посланника міністра.
Нагороджений орденом «Григор Лусаворіч». Одружений, має 3 дітей.